# María Jones de Castro
Maria Jones de Castro (Trinitat, Sancti Spíritus (Cuba), 7 de maig, 1895 - L'Havana, 6 d'octubre, 1963), fou una pianista i pedagoga. Es va preocupar també per crear un repertori de música cubana per a piano, amb fins pedagògics.

## Síntesi biogràfica
Va realitzar els seus estudis de música amb Gustavo A. Quirós, que s'havia format a Leipzig durant set anys; aquest li va impartir classes d'harmonia, composició, història de la música, pedagogia, acústica, estètica, psicologia i anatomia. Més tard es va traslladar per a l'Havana, on el 1910 va integrar el cos de professors del Conservatori Falcón.
Va viatjar als Estats Units a fi de prendre cursos d'interpretació, tècnica i pedagogia.

## Trajectòria artística
En tornar, va fundar, el 1925, el Conservatori Internacional, els primers professors del qual van ser:
- Gonzalo Roig
- Elisa Espinosa
- Antonio Mompó
- Valero Vallvé
- Josie Pujol
- Modesto Fraga
- Fernando Anckermann
- Margot Rojas
- Gloria Anne Hollis

Sobre el seu llibre Leyes científicas aplicadas a la enseñanza del piano, el seu alumne, el pianista Jorge Bolet, escriu al Prefaci:
| « | "«Són molts els pedagogs que en escriure sobre la tècnica del piano només es limiten a aquest o aquell mètode, intentant demostrar que és l'única manera d'arribar a la perfecció mecànica. Aquests mètodes o sistemes neguen la veritat ineludible que hi ha moltes maneres d'obtenir el mateix resultat segons varien les condicions físiques o mentals de l'executant. La manca de flexibilitat en aquests sistemes és la causa del seu fracàs complet per a molts que intenten portar-los a la pràctica. Maria Jones de Castro, però, alliberada d'aquest error comú per la seva gran experiència i coneixement, ha escollit el millor entre els molts mètodes existents, i ens mostra, clarament i breument, el que resulta ser una tècnica universal basada en les lleis immutables de la relaxació muscular i la lògica dels processos mecànics [...]. Al meu parer, el secret d'aquest llibre admirable es troba al paràgraf de la pàgina 100, en què l'autora ens posa l'accent sobre el fet que “es toca el piano més amb la ment que amb els dits”. Aquí es tanca tota la tècnica i mecànica pianística! [...]." | » |

## Mort
Va morir a l'Havana el 6 d'octubre del 1963.